# Möhringen (okręg administracyjny Stuttgartu)
Möhringen, Stuttgart-Möhringen – okręg administracyjny (Stadtbezirk) w Stuttgarcie, w kraju związkowym Badenia-Wirtembergia. Liczy 29 515 mieszkańców (31 grudnia 2011) i ma powierzchnię 15,04 km².